# Lucas Ustal
Lucas Ustal (kallad mäster Lucas) var en svensk hovapotekare som verkade i Stockholm efter 1500-talets mitt. 
Omkring 1552 antog Gustav Vasa ”mäster Lucas” till sin slottsapotekare, som hade till uppgift att förvalta och förestå kungens medicinförråd. Apoteket låg inom Slottet Tre Kronor och var inte tillgängligt för allmänheten utan endast för kungen och hans närmaste. Apotekets förråd och inventariet tillhörde hovstaten och liknade ett väl utrustat husapotek för kungen och hans hov. Så vitt man känner till var detta slottsapotek den första apoteksinrättningen i Sverige.
Efter Gustav Vasas död så var det Usthall som gjorde iordning kroppen och balsamerade den.